# Killer Shark
Killer Shark is een Amerikaanse avonturenfilm uit 1950 onder regie van Budd Boetticher.

## Verhaal
De visserszoon Ted White studeert aan de universiteit. Zijn vader Jeffrey is van mening dat hij niet uit het juiste hout is gesneden voor het beroep van visser. Niettemin neemt hij zijn zoon op diens verzoek mee op haaienjacht. Tijdens de zeereis veroorzaakt Ted een ongeluk, waardoor een lid van de bemanning gewond raakt.

## Rolverdeling
| Acteur          | Personage     |
| --------------- | ------------- |
| Roddy McDowall  | Ted White     |
| Laurette Luez   | Maria         |
| Roland Winters  | Jeffrey White |
| Edward Norris   | Ramon         |
| Rick Vallin     | Joe           |
| Douglas Fowley  | Louie Bracado |
| Nacho Galindo   | Maestro       |
| Ralf Harolde    | Slattery      |
| Dickie Moore    | Jonesy        |
| Ted Hecht       | Gano          |
| Charles Lang    | Mack McCann   |
| Robert Espinoza | Pinon         |
| John Sebastian  | Tony          |